# Германус Верманн
Германус Верманн (нім. Germanus Woermann; 16 грудня 1918, Віндгук, Німецька Південно-Західна Африка — ?) — німецький офіцер-підводник, оберлейтенант-цур-зее резерву крігсмаріне.

## Біографія
1 листопада 1938 року вступив в сухопутній війська. В серпні 1940 року перейшов на флот. З 5 вересня 1942 по 26 лютого 1943 року пройшов курс підводника, з 27 лютого по 24 березня 1943 року — курс командира взводу, після чого був направлений на будівництво підводного човна U-312. З 21 квітня 1943 року — 1-й вахтовий офіцер на U-312, на якому взяв участь у трьох походах в Північне море. З 1 червня по 14 липня 1944 року пройшов курс позиціонування (радіовимірювання), з 15 липня по 31 серпня 1944 року — курс командира човна, після чого був направлений на будівництво U-2339. З 16 листопада 1944 року — командир U-2339. 5 травня 1945 року наказав затопити човен в рамках операції «Регенбоген». 8 травня 1945 року взятий в полон британськими військами. 27 червня 1945 року звільнений.

## Звання
- Єфрейтор (1 листопада 1939)
- Матрос-єфрейтор резерву (1 жовтня 1940)
- Матрос-оберєфрейтор резерву (1 листопада 1940)
- Боцмансмат резерву (1 червня 1941)
- Боцман резерву (1 березня 1942)
- Обербоцман резерву (1 вересня 1942)
- Лейтенант-цур-зее резерву (1 січня 1943)
- Оберлейтенант-цур-зее резерву (1 червня 1944)

## Нагороди
- Залізний хрест 2-го класу (4 листопада 1939)
- Нагрудний знак підводника (12 квітня 1944)